# Andropogon kelleri
Andropogon kelleri är en gräsart som beskrevs av Eduard Hackel och Schinz. Andropogon kelleri ingår i släktet Andropogon och familjen gräs. Inga underarter finns listade i Catalogue of Life.